# うえやなぎまさひこのサプライズ!
『うえやなぎまさひこのサプライズ!』は、2002年9月30日から2007年9月28日まで5年間、ニッポン放送で平日8:30 - 11:00に放送された上柳昌彦がパーソナリティの生放送のラジオ番組。通称：「うえちゃんのサプライズ!」。全1284回放送。
2007年4月より「午前のおともにサプライズ!」というサブタイトルが加わっている。

## 番組概要
- 番組で毎日テーマを決めて、FAX・メールでメッセージを募集して紹介したり、また上柳がフリートークを繰り広げたり、ジャンルを問わず様々な音楽をかけるなどが番組の中心となっており、「ラジオの原点」的な放送が好評を博している。
- 番組内の天気予報のコーナーでは全番組共通の「ニッポン放送天気予報」の他、「ECO天気予報」・「リクエスト天気予報」など番組オリジナルの天気予報も放送している。また時刻を伝えるときは「うえちゃん! いまなんじ?」というアタック音が流れ[1]、エンディングは月-木が「明日も会おう、うえちゃん」、金が「来週も会おう、うえちゃん(サプライズ)」と流れる。また、翌日スポーツ中継などで放送がない場合は「明後日も会おう、うえちゃん」と流れる。ただし、明後日バージョンは明日バージョンや来週バージョンと声が異なる。金曜版フライデースペシャルのリエンディングフォーマットニューアルに伴い（詳細は後述）、「来週〜」バージョンは番組終了半年前である2007年3月30日で一足早く終了している。
- 大型連休やスペシャルウィーク期間中や祝日の放送では、「テレフォン人生相談」を休止して放送時間を8:30 - 11:20（正確には11:17:36）に拡大したり（｢人生相談」のスポンサーのCMのみ通常通り流れる）、また女性ゲスト（安藤優子など）にアシスタントを務めてもらっての放送を行ったりもしている。
- 他の昼番組と同じく、2004年3月29日に番組公式サイトがリニューアル。
- 2006年4月3日にプチリニューアルを実施。いままで2003年10月から10時台10時の時報の直後、すぐおちつくBGM（A Whole New World のオカリナアレンジ曲）とともに上柳が喋っていたが、4月以降はジングルの「うえちゃんのサプライズ!」の後に上柳が喋り、CMをはさんだ後にそのおちつくBGM（A Whole New World のオカリナアレンジ曲）がなる体制になった。番組開始以来初の中継コーナー、「青空イントロクイズ」（担当:新保友映）がスタート。
- 2006年8月24日に放送1,000回を突破した。
- 2007年4月2日から再度小規模なリニューアルをしており、オープニングのフォーマットの変更と、青空イントロクイズのテーマ曲の変更もされた。その他にも2002年の開始当初から録り直していなかったトヨタ・ドライビング・トークの上柳の提供読みも新しく収録しなおしたものへ変更された。
- 2007年9月3日（月） - 9月7日（金）は上柳が夏季休暇のため、フリーアナウンサーの小倉淳が代役を務めた。
- 上柳が2007年10月1日より朝のニュースワイド番組「上柳昌彦のお早うGoodDay!」を担当するため、2007年9月28日を以て5年間放送された当番組を終了することを2007年9月12日の番組冒頭で発表した。
- 放送ライブラリーにて、2003年2月5日放送分（この日のテーマは「間に合わなくて…」）と2004年1月1日放送分（この日のテーマは、「元日に聴きたいニッポンの唄」）を公開中。

### 『うえちゃん山瀬のサプライズ!フライデースペシャル』
- 2006年4月7日から開始。2007年3月30日に終了。
- 2006年3月で「うえちゃん・山瀬の涙の電話リクエスト」が終了したことに伴い、「うえちゃん・山瀬のコンビの声が聞きたい」というリスナーの声もあり、2006年4月より金曜日のみ「うえちゃん山瀬のサプライズ!フライデースペシャル」と題し、上柳と山瀬まみの2人で放送を行う。
- 放送内容は通常放送と変わらないが、金曜日のテーマとして「男と女」が決められている（なお、2015年4月から上柳が出演している『金曜ブラボー。』でも「あなたの週末の予定」というテーマでリスナーからのメールを受け付けている）。
- 「涙の電リク」のように、その日のテーマによるリクエストも募集している。
- 時刻を伝えるジングルに「まみちゃん今何時」が追加されている。
- この放送をもって一旦解消となったコンビだが、2010年7月2日スタートの「上柳昌彦・山瀬まみ ごごばん!フライデースペシャル」でてまたまた復活。長年培われてきたナイスコンビネーションでの放送を行なっている。

### 『上柳昌彦と榊原郁恵のサプライズ!フライデースペシャル』
- 山瀬が土曜日の同時間に「高橋克実と山瀬まみ おしゃべりキャッチミー」を担当するため降板。2007年4月6日より山瀬が所属するホリプロの先輩である榊原郁恵が担当する。
- 内容は月 - 木とは異なり、リクエストが中心の番組構成となっている。
- 時刻を伝えるジングルに「奥さん今何時」が追加されている。
- エンディングの終了方式がフライデースペシャルで変更され、「来週も会おう〜うえちゃん」のジングルは廃止され、「また来週」の挨拶後にエンディングテーマ曲をかけて終了となった（余談だが、最終回では最後の曲の流れている間の曲の終了3分前にスタッフから急遽「また最後の挨拶をして!」といきなりたのまれ、ほぼぐだぐだの状態で上柳が「ありがとうございました」のサプライズ!最後の挨拶をしたと後に上柳の次の担当番組である『上柳昌彦のお早うGoodDay!』で語っている）。
- 榊原はおしえて!うれしぴ（フジテレビ）に10:50頃からテレビ出演もしているため、10:50 - 11:00の間はラジオとテレビの二重出演となる。
- サプライズ!終了に従い、2007年9月28日にフライデースペシャルも終了した。
- 榊原は次番組「垣花正のあなたとハッピー!」の金曜日に引き続き出演する。

## 「舟唄を聴く会」の発端
- 番組でかける曲は基本的にフルコーラスでかけることになっていた。しかし、2004年12月上旬のある日、八代亜紀の「舟唄」を放送時間の関係上やむを得ずワンコーラスしかかけなかったところ（サビの部分でフェードアウトした）聴取者から「フルコーラスかけろ！」と抗議が殺到し、上柳が「年末最後の放送で必ず全部かけるから」と弁明。このことにより同年から毎年年末最後の放送で御愛聴感謝と番組存続祈願の意味を込めて「舟唄を聴く会」と題し「舟唄」をフルコーラス放送している。2006年12月29日の放送では八代亜紀が電話にて生出演。録音でコメントを寄せてくれたと思っていた上柳と山瀬まみは大変驚いていた。なお、この「舟唄を聴く会」は上柳がパーソナリティで担当する番組「上柳昌彦のお早うGoodDay!」→「上柳昌彦 ごごばん!」→「今夜もオトパラ!」→「上柳昌彦 あさぼらけ」にも引き継がれている。2023年現在、通算20回開催した。（また、先述の「ラジオの原点」的な放送は『あさぼらけ』でも行われている）。

## パーソナリティ
- 上柳昌彦（当時ニッポン放送アナウンサー）

フライデースペシャルパートナー（毎週金曜日）
- 山瀬まみ（2006年4月7日 - 2007年3月30日）
- 榊原郁恵（2007年4月6日 - 2007年9月28日）

## 中継リポーター
- 新保友映（ニッポン放送アナウンサー、2006年4月3日 - 2007年9月28日）
青空イントロクイズを担当。新保が休みのときは後輩の飯田浩司が務めた。
- イザベルとベネ（隔週木曜日:2006年4月 - 2007年3月）
産経新聞モーニングキャッチ内で産経新聞販売所から中継。
- 最所千加子（飛び出せ街かど天気予報晴々キャスター、2002年9月30日 - 2006年3月31日）
- 淵澤由樹（飛び出せ街かど天気予報晴々キャスター、2006年4月3日 - 2006年9月29日）
- 徳武樹里（ハッピータウンサーキットリポーター、2006年10月2日 - 2007年9月28日）

## タイムテーブル
各時期の主なタイムテーブル。ただし、コーナー入れ替えが多いため、一部は省略とする。

### 2002年9月30日 - 2003年1月3日
- 8:30　オープニングトーク
- 8:45　飛び出せ街かど天気予報
- 8:50　いきなりサプライズ
- 8:54　ニッポン放送ニュース
- 8:56　交通情報（担当：日本道路交通情報センター首都高速センター）
- 8:58　交通情報（担当：日本道路交通情報センター東京センター）
- 8:59　公営レースのご案内（担当:日替わりニッポン放送男性アナウンサー）

- 9:00　9時のサプライズ
- 9:10　ハートフルモーニング ラジオ電報
- 9:25　産経新聞モーニングキャッチ（交通情報〈担当：日本道路交通情報センター首都高速センター〉･今朝の産経新聞から）
- 9:35　教えてサプライズ

月 - 木曜：ゲストコーナー（事前収録）
金曜日：競馬情報
- 9:49　メール紹介
- 9:55　10時前のいっぷくいっぷくのコーナー
- 9:56　交通情報（担当：日本道路交通情報センター首都高速センター）

- 10:00　10時のサプライズ
- 10:10　メール紹介
- 10:22　ハローリビング（担当:桜庭亮平、現 フジテレビジョン所属）
- 10:30　ECO天気予報
- 10:34　DRIVING TALK
- 10:40　リラックスタイム　あなたへの手紙
- 10:50　飛び出せ街かど天気予報
- 10:53　ニッポン放送よろず天気予報
- 10:57　エンディングトーク
- 10:58　放送終了

### 2003年1月6日 - 7月31日
- 8:30　オープニングトーク
- 8:45　飛び出せ街かど天気予報
- 8:50　いきなりサプライズ
- 8:54　ニッポン放送ニュース
- 8:56　交通情報（担当：日本道路交通情報センター首都高速センター）
- 8:58　交通情報（担当：日本道路交通情報センター東京センター）
- 8:59　公営レースのご案内（担当:日替わりニッポン放送男性アナウンサー）

- 9:00　9時のサプライズ
- 9:10　ハートフルモーニング・ラジオ電報
- 9:25　産経新聞モーニングキャッチ（交通情報〈担当：日本道路交通情報センター首都高速センター〉･今朝の産経新聞から）
- 9:35　教えてサプライズ

月 - 木曜：ゲストコーナー（事前収録）
金曜日：競馬情報
- 9:49　メール紹介
- 9:54　ニッポン放送天気予報
- 9:55　10時前のいっぷくのコーナー
- 9:56　交通情報（担当：日本道路交通情報センター首都高速センター）

- 10:00　中島みゆき ほのぼのしちゃうのね（担当:中島みゆき、録音）
- 10:10　10時のサプライズ
- 10:22　ハローリビング（担当:桜庭亮平）
- 10:27　交通情報（担当：日本道路交通情報センター首都高速センター）
- 10:30　ECO天気予報
- 10:35　DRIVING TALK
- 10:40　リラックスタイム　あなたへの手紙
- 10:50　飛び出せ街かど天気予報
- 10:53　ニッポン放送よろず天気予報
- 10:55　交通情報（担当:日本道路交通情報センター首都高速センター）
- 10:57　エンディングトーク
- 10:58　放送終了

### 2003年8月3日 - 9月29日
- 8:30　オープニングトーク
- 8:45　飛び出せ街かど天気予報
- 8:50　いきなりサプライズ
- 8:54　ニッポン放送ニュース
- 8:56　交通情報（担当：日本道路交通情報センター首都高速センター）
- 8:58　交通情報（担当：日本道路交通情報センター東京センター）
- 8:59　公営レースのご案内（担当:日替わりニッポン放送男性アナウンサー）

- 9:00　9時のサプライズ
- 9:10　ハートフルモーニング ラジオ電報
- 9:25　産経新聞モーニングキャッチ（交通情報〈担当：日本道路交通情報センター首都高速センター〉･今朝の産経新聞から）
- 9:35　教えてサプライズ

月 - 木曜：ゲストコーナー（事前収録）
金曜日：競馬情報
- 9:49　メール紹介
- 9:55　10時前のいっぷくのコーナー
- 9:56　交通情報（担当：日本道路交通情報センター首都高速センター）

- 10:00　10時のサプライズ
- 10:10　メール紹介
- 10:22　ハローリビング（担当:桜庭亮平）
- 10:30　ECO天気予報
- 10:34　DRIVING TALK
- 10:40　リラックスタイム　あなたへの手紙
- 10:50　飛び出せ街かど天気予報
- 10:53　ニッポン放送よろず天気予報
- 10:57　エンディングトーク
- 10:58　放送終了

### 2003年9月30日 - 2003年10月3日
- 8:30　オープニングトーク
- 8:45　飛び出せ街かど天気予報
- 8:50　いきなりサプライズ
- 8:54　ニッポン放送ニュース
- 8:56　交通情報（担当：日本道路交通情報センター首都高速センター）
- 8:58　交通情報（担当：日本道路交通情報センター東京センター）
- 8:59　公営レースのご案内（担当:日替わりニッポン放送男性アナウンサー）

- 9:00　9時のサプライズ ちょっといい話
- 9:10　ハートフルモーニング ラジオ電報
- 9:25　産経新聞モーニングキャッチ（交通情報〈担当：日本道路交通情報センター首都高速センター〉･今朝の産経新聞から）
- 9:35　教えてサプライズ

月 - 木曜：ゲストコーナー（事前収録）
金曜日：競馬情報
- 9:49　メール紹介
- 9:54　ニッポン放送天気予報
- 9:56　交通情報（担当：日本道路交通情報センター首都高速センター）

- 10:00　10時のサプライズ
- 10:10　メール紹介
- 10:22　ハローリビング（担当:桜庭亮平）
- 10:30　ECO天気予報
- 10:32　交通情報（担当:日本道路交通情報センター首都高速センター）
- 10:34　DRIVING TALK
- 10:40　リラックスタイム　あなたへの手紙
- 10:50　飛び出せ街かど天気予報
- 10:53　ニッポン放送よろず天気予報
- 10:55　交通情報（担当:日本道路交通情報センター首都高速センター）
- 10:57　エンディングトーク
- 10:58　放送終了

### 2003年10月6日 - 2004年2月6日
- 8:30　オープニングトーク
- 8:40　飛び出せ街かど天気予報
- 8:50　いきなりサプライズ
- 8:54　ニッポン放送ニュース
- 8:56　交通情報（担当：日本道路交通情報センター首都高速センター）
- 8:58　交通情報（担当：日本道路交通情報センター東京センター）
- 8:59　公営レースのご案内（担当:日替わりニッポン放送男性アナウンサー）

- 9:00　9時のサプライズ
- 9:10　ハートフルモーニング ラジオ電報
- 9:25　産経新聞モーニングキャッチ（交通情報〈担当：日本道路交通情報センター首都高速センター〉･今朝の産経新聞から）
- 9:35　教えてサプライズ

月 - 木曜：ゲストコーナー（事前収録）
金曜日：競馬情報
- 9:49　メール紹介
- 9:54　ニッポン放送天気予報
- 9:56　交通情報（担当：日本道路交通情報センター首都高速センター）

- 10:00　10時のちょっといい話
- 10:10　10時のサプライズ
- 10:22　ハローリビング（担当:桜庭亮平）
- 10:28　ECO天気予報
- 10:34　DRIVING TALK
- 10:40　リラックスタイム　あなたへの手紙
- 10:50　飛び出せ街かど天気予報
- 10:53　ニッポン放送よろず天気予報
- 10:57　エンディングトーク
- 10:58　放送終了

### 2004年2月9日 - 4月2日、7月5日 - 10月8日
- 8:30　オープニングトーク
- 8:40　飛び出せ街かど天気予報
- 8:50　いきなりサプライズ
- 8:54　ニッポン放送ニュース
- 8:56　交通情報（担当：日本道路交通情報センター首都高速センター）
- 8:58　交通情報（担当：日本道路交通情報センター東京センター）
- 8:59　公営レースのご案内（担当:日替わりニッポン放送男性アナウンサー）

- 9:00　9時のサプライズ
- 9:10　ハートフルモーニング ラジオ電報
- 9:25　産経新聞モーニングキャッチ（交通情報〈担当：日本道路交通情報センター首都高速センター〉･今朝の産経新聞から）
- 9:35　教えてサプライズ

月 - 木曜：ゲストコーナー（事前収録）
金曜日：競馬情報
- 9:49　メール紹介
- 9:54　ニッポン放送天気予報
- 9:56　交通情報（担当：日本道路交通情報センター首都高速センター）

- 10:00　10時のちょっといい話
- 10:10　10時のサプライズ
- 10:22　ハローリビング（担当:桜庭亮平）
- 10:28　ECO天気予報
- 10:30　中島みゆき ほのぼのしちゃうのね（担当:中島みゆき、録音）
- 10:40　DRIVING TALK
- 10:45　リラックスタイム　あなたへの手紙
- 10:50　飛び出せ街かど天気予報
- 10:53　ニッポン放送よろず天気予報
- 10:57　エンディングトーク
- 10:58　放送終了

### 2004年4月5日 - 7月2日、10月11日 - 2006年3月31日
- 8:30　オープニング
- 8:40　飛び出せ街かど天気予報
- 8:49　いきなりサプライズ
- 8:54　ニッポン放送ニュース（担当:報道部遠藤竜也）
- 8:56　交通情報（担当：日本道路交通情報センター首都高速センター）
- 8:58　交通情報（担当：日本道路交通情報センター東京センター）
- 8:59　公営レースのご案内（担当:日替わりニッポン放送男性アナウンサー）

- 9:00　9時のサプライズ
- 9:10　ハートフルモーニング ラジオ電報
- 9:30　産経新聞モーニングキャッチ（交通情報〈担当：日本道路交通情報センター首都高速センター〉･今朝の産経新聞から）
- 9:39　教えてサプライズ

月 - 木曜：ゲストコーナー（事前収録）
金曜日：教えてサプライズ・教えてGI（競馬情報・担当：煙山光紀）
- 9:49　メール紹介など
- 9:54　天気予報
- 9:56　交通情報（担当：日本道路交通情報センター東京センター）

- 10:00　10時頭のサプライズ･10時のちょっといい話
- 10:13　10時のサプライズ
- 10:23　ハローリビング（担当:桜庭亮平）
- 10:27　ECO天気予報
- 10:29　交通情報（担当：日本道路交通情報センター首都高速センター）
- 10:33　DRIVING TALK
- 10:38　メール紹介
- 10:40　リラックスタイム あなたへの手紙
- 10:49　ニッポン放送よろず天気予報
- 10:50　飛び出せ街かど天気予報
- 10:54　交通情報（担当：日本道路交通情報センター東京センター）
- 10:57　エンディング
- 10:58　放送終了

### 2006年4月3日 - 9月29日
- 8:30　オープニング
- 8:40　飛び出せ街かど天気予報
- 8:49　いきなりサプライズ
- 8:54　ニッポン放送ニュース（担当:報道部デスク日替わり）
- 8:56　交通情報（担当：日本道路交通情報センター首都高速センター
- 8:58　交通情報（担当：日本道路交通情報センター東京センター）
- 8:59　公営レースのご案内（担当:日替わりニッポン放送男性アナウンサー）

- 9:00　9時のサプライズ
- 9:10　ハートフルモーニング ラジオ電報（5月5日まで）→いきいきビューティータイム（5月8日から）
- 9:20　ラジオ電報（5月8日から）
- 9:30　産経新聞モーニングキャッチ（交通情報〈担当：日本道路交通情報センター首都高速センター〉･今朝の産経新聞から）
- 9:35　独占!メジャーリーグTODAY
- 9:39　教えてサプライズ

月 - 木曜：ゲストコーナー（事前収録）
金曜日：教えてサプライズ・教えてGI（競馬情報・担当：煙山光紀）
- 9:49　メール紹介など
- 9:54　天気予報
- 9:56　交通情報（担当：日本道路交通情報センター東京センター）

- 10:00　10時頭のトーク
- 10:03　10時頭のサプライズ･10時のちょっといい話
- 10:13　青空イントロクイズ（中継担当:新保友映）
- 10:24　ハローリビング（担当:桜庭亮平）
- 10:27　ECO天気予報
- 10:29　交通情報（担当：日本道路交通情報センター首都高速センター）
- 10:33　DRIVING TALK
- 10:38　メール紹介
- 10:40　リラックスタイム あなたへの手紙
- 10:49　ニッポン放送よろず天気予報
- 10:50　飛び出せ街かど天気予報
- 10:54　交通情報（担当：日本道路交通情報センター東京センター）
- 10:56　エンディング
- 10:58　放送終了

### 2006年10月2日 - 2007年3月30日
- 8:30　オープニング
- 8:42　ニッポン放送天気予報
- 8:49　モーニングサプライズ
- 8:54　ニッポン放送ニュース（担当:報道部デスク日替わり）
- 8:56　交通情報（担当：日本道路交通情報センター首都高速センター
- 8:58　交通情報（担当：日本道路交通情報センター東京センター）
- 8:59　公営レースのご案内（担当:日替わりニッポン放送男性アナウンサー）

- 9:00　9時のサプライズ
- 9:10　いきいきビューティータイム
- 9:20　サプライズトゥデイ
- 9:30　産経新聞モーニングキャッチ（交通情報〈担当：日本道路交通情報センター首都高速センター〉･今朝の産経新聞から）
- 9:35　メール紹介など
- 9:39　教えてサプライズ

月曜日：男と女のポロロッカ
火曜日：うなぎまさこ先生の乙女の診療所
水曜日：週替わりコーナー
木曜日：うえやなぎまさひこの味はさておき…
金曜日：教えてGI（競馬情報）（担当：煙山光紀）
- 9:49　メール紹介など
- 9:54　天気予報
- 9:56　交通情報（担当：日本道路交通情報センター東京センター）

- 10:00　10時頭のトーク
- 10:03　10時頭のサプライズ・10時のちょっといい話
- 10:13　青空イントロクイズ　（中継担当:新保友映）
- 10:23　ハローリビング（担当：山本元気）
- 10:27　ECO天気予報
- 10:29　交通情報（担当：日本道路交通情報センター首都高速センター）
- 10:33　DRIVING TALK
- 10:38　メール紹介
- 10:40　リラックスタイム

月 - 木曜：あなたへの手紙
金曜：あなたに贈る歌
- 10:49　ニッポン放送よろず天気予報
- 10:50　ハッピータウンサーキット
- 10:54　交通情報（担当：日本道路交通情報センター東京センター）
- 10:56　エンディング
- 10:58　放送終了

### 2007年4月2日 - 9月28日
- 8:30　オープニングトーク
- 8:34　サプライズ午前の知っとこランキング
- 8:45　ニッポン放送天気予報
- 8:49　NEXCO東日本モーニングサプライズ
- 8:52　ニッポン放送ニュース（担当:報道部デスク日替わり）
- 8:54　交通情報（担当：日本道路交通情報センター東京センター）
- 8:56　交通情報（担当：日本道路交通情報センター首都高速センター）
- 8:59　公営レースのご案内（担当:日替わりニッポン放送男性アナウンサー）

- 9:00　9時頭のトーク
- 9:03　ドラマティックライフシアター 9時のタイムマシン（NRN系ネット）
- 9:10　メール・FAX紹介
- 9:18　健康イチバンヤクルトハッピータイム
- 9:21　今日の青空イントロクイズ
- 9:28　サンケイエクスプレスモーニングキャッチ（交通情報〈担当:日本道路交通情報センター首都高速センター〉・今朝のサンケイエクスプレスの紙面から）
- 9:33　独占!メジャーリーグTODAY
- 9:37　月曜 - 木曜　サプライズテレフォン

金曜　教えてGI（競馬情報・担当：煙山光紀）
- 9:43　メール・FAX紹介・（水曜のみ）教えてセブンイレブン
- 9:49　ごはんミュージアムサプライズTODAY　家族の食卓
- 9:54　ニッポン放送天気予報
- 9:56　交通情報（担当：日本道路交通情報センター東京センター）

- 10:00　10時頭のトーク
- 10:03　10時頭のサプライズ

月曜 - 木曜　10時のちょっといい話
金曜日　リクエスト・メール紹介
- 10:15　青空イントロクイズ（中継担当:新保友映）
- 10:24　ハローリビング（担当：山本元気）
- 10:29　ECO天気予報
- 10:31　交通情報（担当：日本道路交通情報センター首都高速センター）
- 10:32　奥さま川柳
- 10:33　DRIVING TALK
- 10:38　メール紹介
- 10:40　リラックスタイム

月曜 - 木曜　あなたへの手紙
金曜日　あなたに贈る歌　　
- 10:49　ニッポン放送リクエスト天気予報
- 10:51　ハッピータウンサーキット
- 10:54　交通情報（担当：日本道路交通情報センター東京センター）
- 10:56　エンディングトーク
- 10:58.30　放送終了

## 歴代コーナー
- 中島みゆき ほのぼのしちゃうのね
- サプライズラジオ電報（2002年9月30日第1回 - 2006年9月29日）

リスナーから誰かに宛てられた電報のような短文を紹介するコーナー。
電報紹介の際には、上柳アナはテーブルを拳で「コツコツ」と2回叩いた後「ラジオでんぽーい!」と言うのが特徴。
コーナー後半では、ほとんどの電報が、投稿した・電報の宛先のリスナー以外内容がわからない内容が多く(ごめんなさい･･･だけなど)、上柳は困惑しつつ状況を想像で補完していた。
- 飛び出せ!街かど天気予報（2002年9月30日第1回 - 2006年9月29日）
- 教えてサプライズ（金曜日のみ「教えてG1」と題して、競馬に関わる疑問や質問とその答えや週末の競馬情報を煙山が伝えていた）
- ニッポン放送よろず天気予報→ニッポン放送リクエスト天気予報
- うなぎまさこ先生の乙女の診療所（火曜、2006年10月3日 - 2007年3月27日）

一時期、人気コーナーであった。上柳演じる（番組上は別の人物となっている）、うなぎまさこ先生がリスナーからの（主に主婦）下ネタ相談にのる。
2007年2月19日の放送では渡辺淳一と最初で最後の夢の共演をし、渡辺はあきれかえっていた。
- サプライズテレフォン（月曜 - 木曜、2007年4月2日 - 9月27日）

その時の旬な人に、電話でインタビューするコーナー。
上柳には、誰に電話をかけるのか一切知らされておらず、いきなり電話を繋がれ、スタッフから渡されるヒントカード3枚で相手が誰かを言い当て、そのままインタビューに入る。
- 10時前のいっぷくいっぷくのコーナー

サラリーマンなど、働く男性には午前10時前と午後3時前にいっぷくとしてタバコを吸う男性が多いため、上柳が「いっぷくいっぷくの時間ですよー!」と知らせていたが、日本人の禁煙志向が高まったためやリスナーの健康を配慮し、開始1年で終了したが、2010年6月28日から放送されている上柳がメインパーソナリティを務める番組「上柳昌彦 ごごばん!」では3時の時報後に「3時のいっぷくいっぷくの時間になりました」との発言を行う日がある。ただ、ごごばんでの「いっぷくいっぷく」はタバコを吸うということではなく、お茶を飲むという意味合いで使われている。
その他のコーナー
- 10時のちょっといい話

（月曜 - 金曜:2003年9月30日 - 2007年3月30日、月曜 - 木曜:2007年4月2日 - 2007年9月27日、総集編:単発）
当番組の代表コーナー。第1回は火曜日であった。第2週目以降は月曜開始になった。月曜 - 金曜の全曜日放送だったが、木曜日までの放送になった。好評だったために最終回前日まで続けられた。最終回は総集編を放送。
このコーナーは、新たに上柳が担当することになった、上柳昌彦のお早うGoodDay!にて「8時のGood Story」というタイトルで舟唄を聴く会ともども引き継がれている。
- サプライズ午前の知っとこランキング（2007年4月2日 - 2007年9月28日最終回）
- モーニングサプライズ（？ - 2007年9月28日最終回）
- ドラマティックライフシアター 9時のタイムマシン（月曜 - 木曜、2007年4月2日 - 9月27日）
- ドラマティックライフシアター タイムマシンに乗って（金曜日、2007年4月6日 - 9月28日）
- 健康イチバンヤクルトハッピータイム（2002年9月30日第1回 - 2007年9月28日最終回）
- サンケイエクスプレスモーニングキャッチ（2002年9月30日第1回 - 2007年9月28日最終回）
- ごはんミュージアムサプライズTODAY
- ハローリビング（2002年9月30日第1回 - 2007年9月28日最終回/担当は初代が桜庭亮平、2006年10月から2代目が山本剛士）
- ECO天気予報
- 奥さま川柳（2007年4月2日 - 9月28日最終回）
- DRIVING TALK（2002年9月30日第1回 - 2007年9月28日最終回/2007年3月30日までは全国ネット）
- リラックスタイム（2002年9月30日第1回 - ）
  - 月曜 - 木曜　あなたへの手紙（ - 2007年9月27日）
  - 金曜日　あなたに贈る歌（ - 2007年9月28日最終回）
- ニッポン放送リクエスト天気予報
- 耳をすませばあの歌・この歌 青空イントロクイズ
  - 青空イントロクイズ（2006年4月3日 - 2007年3月30日）
  - 青空イントロクイズ（2007年4月2日 - 9月28日最終回）

番組末期の10:15の人気中継コーナー。中継担当は新保友映。タイトルにスポンサー名が追加されたが、内容に変更は無し。
新保が中継先（基本的には首都圏近郊の鉄道駅周辺）にてリスナーにイントロクイズを出題、正解したリスナーに現金5000円が贈呈されていた。正解しなかったリスナーには、中継終了後新保とのジャンケン大会が催され、勝利すると手乗りうえちゃん（初代の景品）、ぶらぶらうえちゃん（2代目の景品）が5名にプレゼントされていた。ちなみに、この景品が何なのかはスタッフと獲得者のみの内緒なのであるが、2007年のラジオパークにて、飯田浩司によってその正体が明かされている（曰く、「総務部のチェックが厳しい景品」とのこと）。

## 番組商品・番組本
- 手のりうえちゃん（非売品、青空イントロクイズの後のじゃんけん大会で原則勝利した5人がもらえた）
- ぶらぶらうえちゃん（青空イントロクイズの後のじゃんけん大会で原則勝利した5人がもらえた　原則非売品であるが、2006・2007と開催されたラジオパークのニッポン放送物販ブースでのみ販売されている。）
- サプライズエコトートバッグ
  - その日のメール・FAXを投稿したリスナーに抽選でプレゼントされていた。
- 車いすのパティシエ（扶桑社　ISBN 459405238X）
  - 「10時のちょっといい話」で紹介した話から抜粋・再編集して掲載。
  - 産経新聞などでも紹介された。
  - テリー伊藤は「くるパテ」という略称を作った。
- 車いすのパティシエCDブック（扶桑社　ISBN 978-4-594-05355-0）
  - 上記の「車いすのパティシエ」の中からさらに抜粋・再編集し、別のエピソードを加えた上で上柳アナウンサーによる朗読を収録したCDを同梱。音声ファイル形式でもオトバンクのFeBe!で配信している。
- 母ちゃんダンプ（扶桑社 ISBN 978-4-594-05475-5）
  - 上記「車いすのパティシエ」の続編。